# Gyrotron

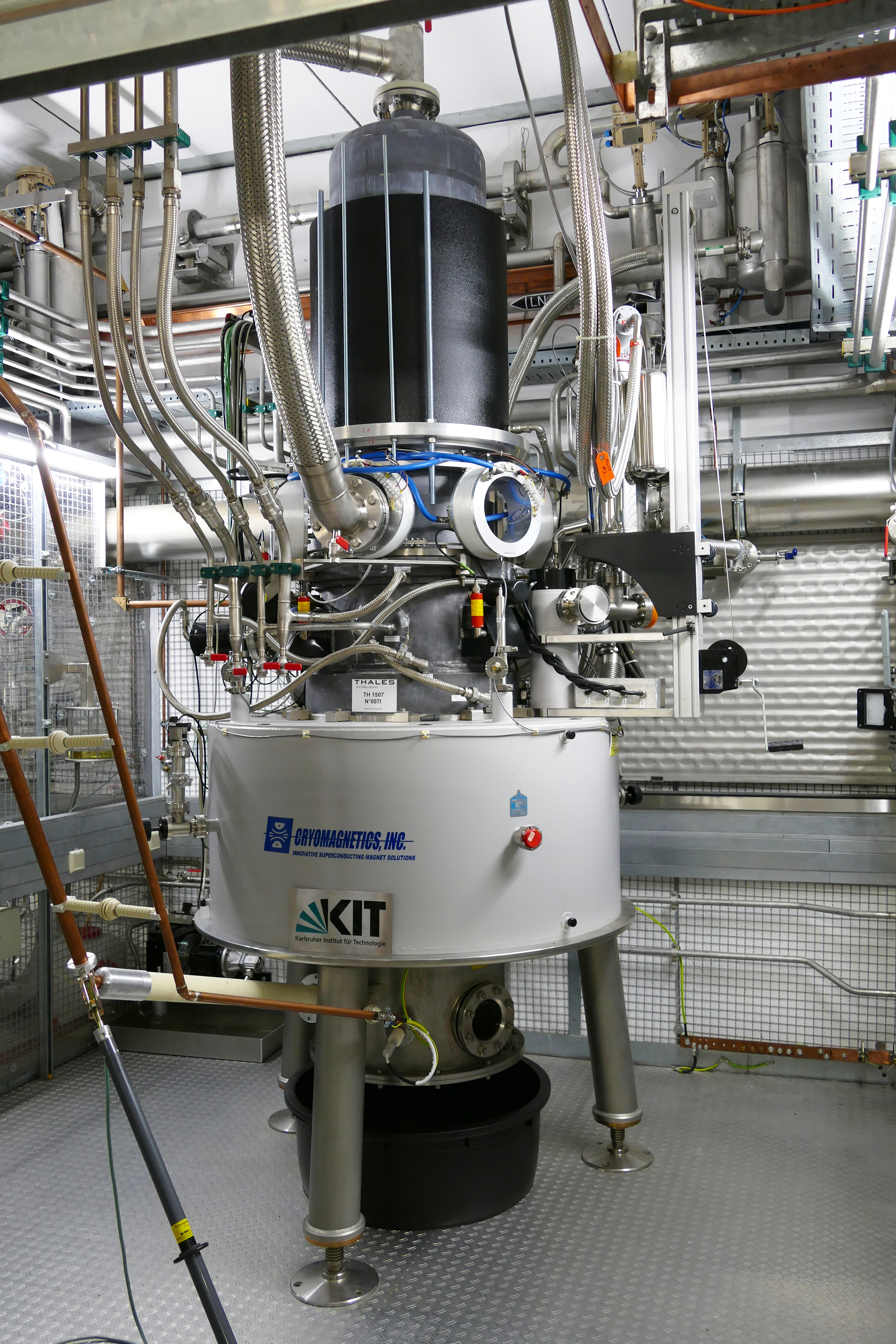
Gyrotron de Wendelstein 7-X, qui délivre 1 MW de rayonnement micro-ondes à 140 GHz.

Un gyrotron est un tube électronique de puissance (oscillateur), générant une onde hyperfréquence.
Les gammes de fréquences typiques varient de quelques GHz à plusieurs centaines de GHz.
Les puissances sont typiquement de l'ordre du mégawatt en fonctionnement continu.
Principaux constructeurs : Thales Electron Devices (TED), CPI, Toshiba, GYCOM.